# Закревський бір
Закре́вський Бір — ботанічна пам'ятка природи загальнодержавного значення в Україні. Розташована в Черкаському районі Черкаської області, на схід від селища Закревки.

## Опис
Площа 105,5 га. Охоронний режим встановлено 1990 року. Створена розпорядженням Ради Міністрів УРСР від 14 жовтня 1975 року № 780-р.. Організація, у віданні якої перебуває заповідний об'єкт — державне підприємство «Черкаське обласне управління лісового та мисливського господарств» (Закревське лісництво, кв. 1 вид. 2; кв. 8 вид. 14; кв. 10, вид. 12; кв. 17 вид. 14).
Пам'ятка природи розташована на супіщаній терасі річки Вільшанки. Охороняються штучні соснові та сосново-дубові лісові насадження кінця XIX ст. Деревостани ярусні. У першому ярусі — сосна звичайна, дуб звичайний, ясен звичайний, у другому — граб звичайний та клен гостролистий. У флористично багатому трав'янистому ярусі добре представлена синузія ефемероїдів та весняно-літнього різнотрав'я (копитняк європейський, розхідник звичайний та інші).
Основна мета охорони — збереження ділянок високопродуктивних лісових ценозів, відновлених людиною.

## Галерея

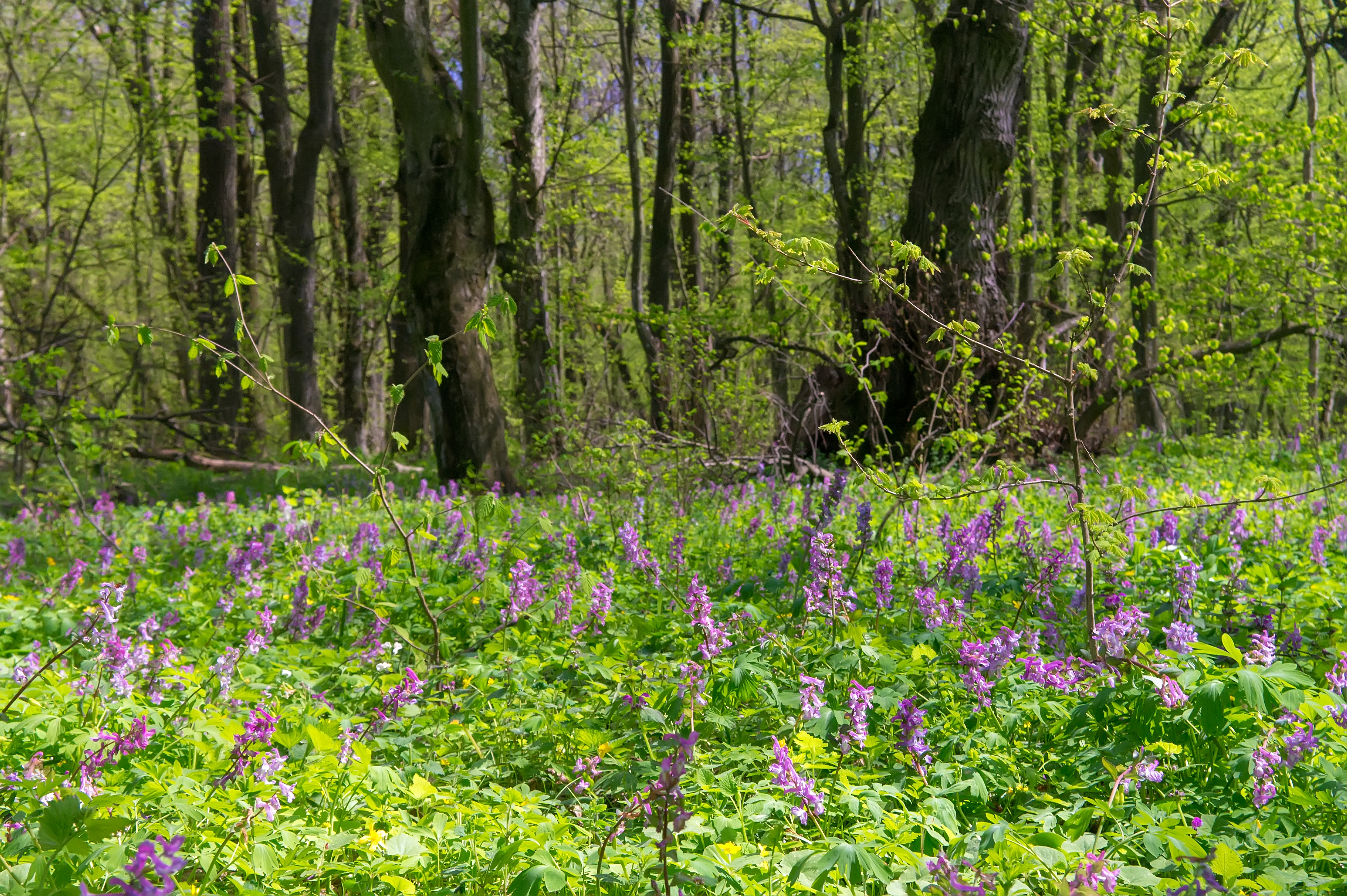
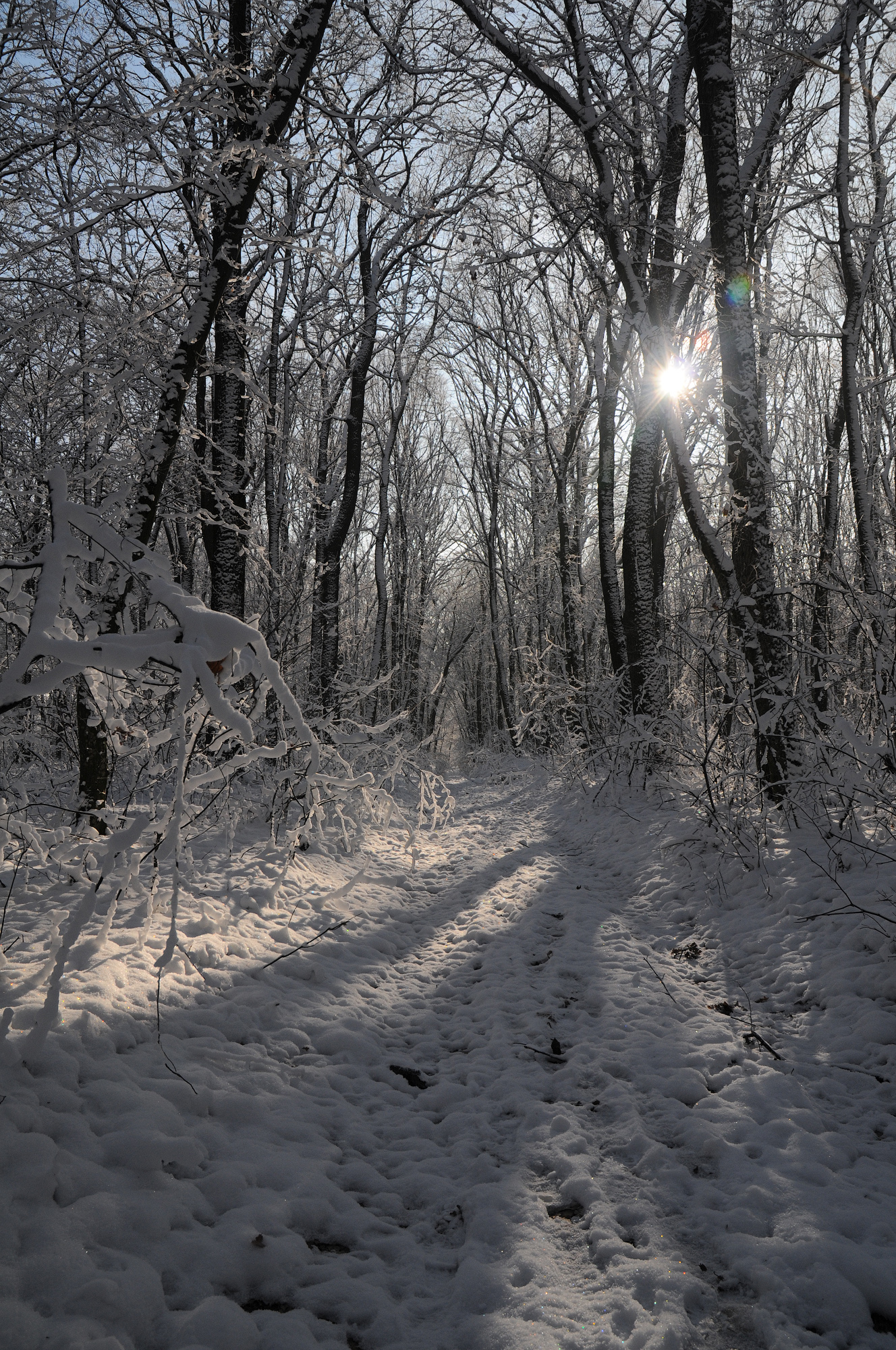
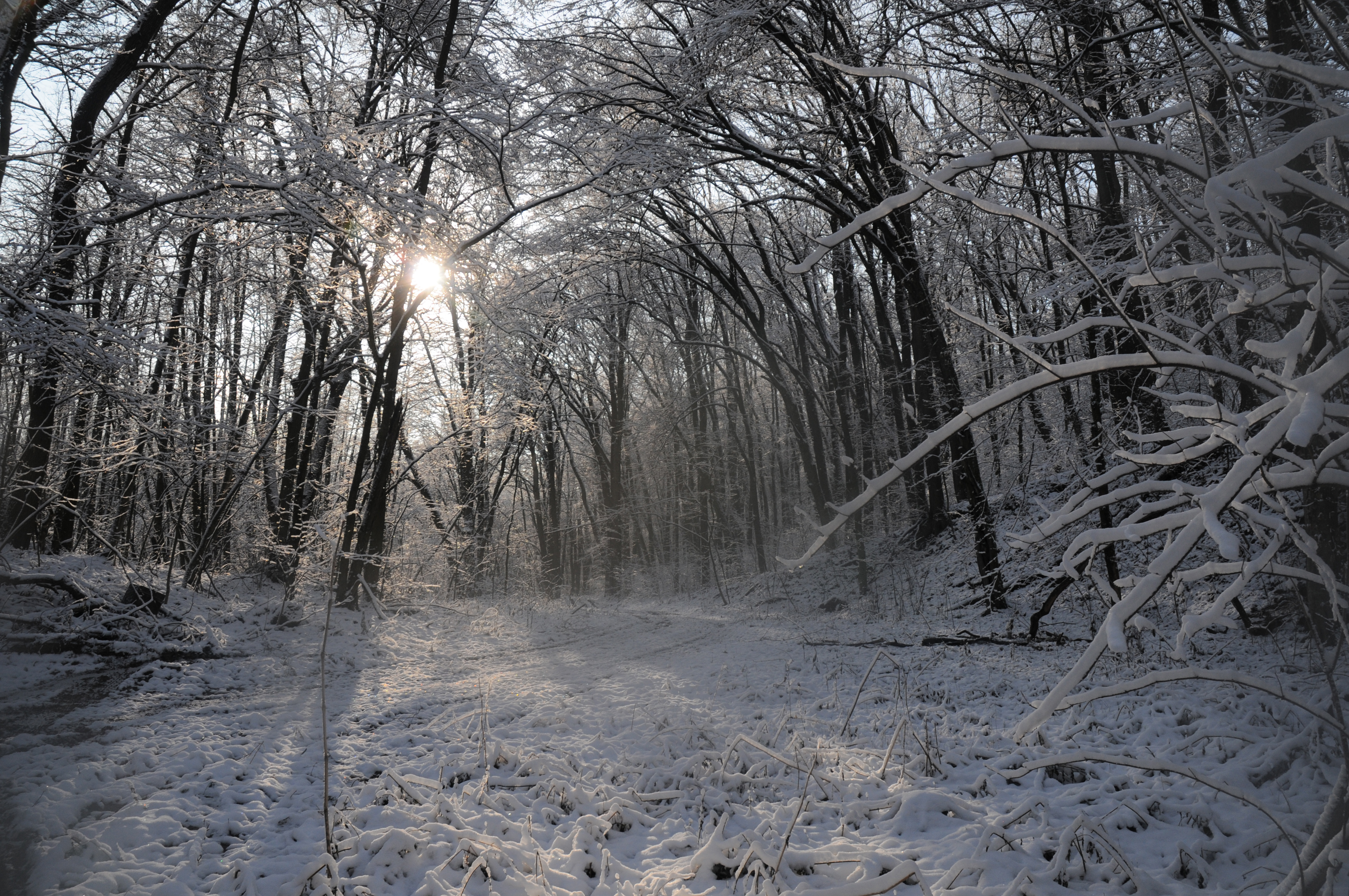